# Tűnj el!
A Tűnj el! (eredeti címén: Get Out) 2017-ben bemutatott amerikai misztikus-horrorfilm, melyet Jordan Peele írt és rendezett, akinek ez volt az első rendezése. A főszerepekben Daniel Kaluuya, Allison Williams, Bradley Whitford, Caleb Landry Jones, Stephen Root, Keith Stanfield és Catherine Keener láthatóak. A rendező megvitatta ötleteit a lehetséges folytatásról.
A film forgatása 2016. február 16-án kezdődött Alabama, Fairhopeban. 
Az Amerikai Egyesült Államokban 2017. február 24-én mutatták be, Magyarországon négy héttel később, április 20-án az UIP-Dunafilm forgalmazásában. A Tűnj el! 2017. januárt 24-én debütált a Sundance Filmfesztiválon, majd az Universal Pictures által február 24-én megjelent az Egyesült Államokban. 
A film kritikai szempontból pozitív visszajelzéseket kapott az értékelőktől. A Metacritic oldalán a film értékelése 84% a 100-ból, ami 48 véleményen alapul. A Rotten Tomatoeson a Tűnj el! 99%-os minősítést kapott, 282 értékelés alapján. A 2018-as Oscar gálán elnyerte a díjat a „legjobb eredeti forgatókönyv” kategóriában. A film bevételi szempontból is jól teljesített, ugyanis a 4,5 millió dolláros költségvetését túl tudta szárnyalni, és több mint 252,4 millió dollárral zárt. 
A film egy fiatal párról szól, akik meglátogatják a nő szüleinek titokzatos birtokát, ahol rettenetes dolgok történnek.

## Cselekménye
A film nyitójelenetében egy Andre Hayworth nevű fekete férfi beszélget a mobilján a barátnőjével, miközben éjszaka sétál a külvárosban, majd egy ismeretlen támadó elrabolja.
Hónapokkal később Chris Washington (Daniel Kaluuya), az afro-amerikai fotográfus, és fehér barátnője, Rose Armitage (Allison Williams) elutazik, hogy találkozzanak Rose szüleivel; az idegsebész apjával, Deannel (Bradley Whitford) és a pszichiáter / hipnoterapeuta anyjával, Missyvel (Catherine Keener), valamint a bátyjával, Jeremyvel. A házban mindenki arra törekszik, hogy Chris jól érezze magát, de a férfit zavarja Walter, a fekete gondnok és Georgina, a szintén színesbőrű házvezetőnő furcsa viselkedése. Aznap éjjel Chris mesél Missynek az édesanyjáról, aki még tizenegy éves korában halt meg. Miközben beszélgetnek, Missy bénító állapotba hipnotizálja Christ, és a tudatát egy ürességbe küldi, amit a nő „az elsüllyedt helynek” nevez. Chris másnap reggel felébred az ágyban, és úgy hiszi, rémálma volt, de később rájön, hogy Missy hipnotizálta őt azért, hogy leszokjon a dohányzásról.
A vendégek megérkeznek Armitage-ékhez az éves összejövetelére, ahol különböző idős fehér párok érdeklődést tanúsítanak Chris iránt. Találkozik Logan Kinggel, egy fekete vendéggel, akinek a bizarr viselkedése megzavarja. Ekkor felhívja legjobb barátját, a biztonsági őr Rodney "Rod" Williams-t, akinek elmondja a hipnózist és a jelenlévők különös viselkedését. Később megpróbálja titokban lefényképezni Logant a telefonjával, ám a telefon vakuja miatt Logan orra egyszer csak vérezni kezd, aztán rátámad Chrisre azt kiabálva, hogy "Tűnj el!". Dean az eset után elmondja, hogy Logan epilepsziás rohamot szenvedett, és a szorongása miatt feldúlt lett, de Chris szkeptikus. Chris és Rose sétálni mennek, és próbálja őt meggyőzni, hogy hagyják el a házat. Miközben távol vannak, Dean titokzatos árverést tart egy Christ ábrázoló képről, majd a vak műkereskedő, Jim Hudson teszi a nyertes ajánlatot érte, aki korábban Chrisszel is beszélgetett, mert állítólag érdekelték a fotói.
Miközben összecsomagolnak, hogy távozzanak a házból, Chris elküldi Logan képét Rodnak, aki ráismer Loganre mint Andre "Dre" Hayworthre, és így már Chris is emlékszik rá. Pakolás közben Chris több tucat fotót talál Rose-ról és a korábbi fekete férfiakkal, nőkkel folytatott kapcsolatairól, köztük van Andre, Walter és Georgina is, noha a nő korábban azt mondta Chrisnek, hogy ő az első fekete barátja. Chris megrémülve elmondja Rose-nak, hogy azonnal el kell menniük, bár most már tudja, hogy a lány is része az összeesküvésnek, de Rose még játssza a riadt szerető szerepét. Nemsokára a család bekeríti, majd Missy hipnotizálja három csészekopogtatással. Eközben Rod észreveszi az interneten, hogy Andre Hayworth hónapokkal ezelőtt eltűnt. A rendőrségre megy, de ott csak gúnyolódnak rajta.
Chris felébred egy fotelhez szíjazva, majd bemutatnak neki egy videót egy régi tévén, amelyben az idős Roman Armitage, Rose nagyapja elmagyarázza, hogy a család tökéletesítette a pszeudo-halhatatlanság módszerét; Dean áthelyezi az idősebb vagy beteg barátai és rokonai agyát a fekete férfiak és nők testeibe, akiket Rose választott és Missy hipnotikusan előkészített. Nemsokára a műtétre előkészített Jim jelenik meg tévén, aki azon keresztül magyarázza el az eljárást Chrisnek. Chris megkérdezi, hogy miért fekete embereket választottak, mire Jim azt feleli, hogy a feketék jelenleg „divatosak”. Jim Chris révén akarja visszanyerni a látását, ám így „az elsüllyedt helyen” lesz mindvégig egész életében, és onnan nézi végig, ahogyan Jim irányítja a testét. Chris észreveszi, hogy vattapamacsok jönnek ki a szék karfájából, amivel bedugaszolja a füleit, hogy blokkolja a hipnotikus parancsokat, amelyek eszméletlenné teszik. Amikor Jeremy megérkezik, hogy átvigye a műtétre, Chris kiszabadul és végez vele, majd Deannel és Missyvel is. Közben egy gyertya lángba borítja a ház alagsorában lévő titkos műtőt.
Ahogy Chris elhagyja a házat, elviszi Jeremy autóját, de véletlenül elgázolja Georginát. A bűntudata miatt, hogy elmulasztott segíteni az édesanyján, magával viszi az eszméletlen nőt, de az hamarosan magához tér és megtámadja, így az autójuk nekiütközik egy fának. Georgina, akinek a testében Rose nagyanyja lakozott, az ütközéstől meghal, Chris viszont sebesülten kimászik a kocsiból. Rose és "Walter" siet Chris felé, Rose rálő egy puskával, majd Walter kezdi fojtogatni, de Chris képes arra használni a telefonja vakuját, hogy visszahozza Walter eredeti énjét. Walter feláll, elkéri Rose puskáját, látszólag hogy Christ lelője, de helyette Rose-t lövi hasba, majd magával is végez. Chris elkezdi fojtogatni a haldokló Rose-t, de nem képes megölni, miközben egy rendőrautó is felbukkan. Rose segítségért kiált abban a reményben, hogy Christ nézik a támadónak, de a sofőrről kiderül, hogy Chris barátja, a belbiztonsági Rod, aki a munkahelyi kocsijával érkezett. Rod elismétli Chrisnek, hogy nem kellett volna Rose-ék házába mennie, majd elhajtanak, miközben Rose elvérzik.

## Szereposztás
| Szerep                      | Színész            | Magyar hang     |
| --------------------------- | ------------------ | --------------- |
| Chris Washington            | Daniel Kaluuya     | Horváth Illés   |
| Rose Armitage               | Allison Williams   | Sallai Nóra     |
| Dean Armitage               | Bradley Whitford   | Rosta Sándor    |
| Missy Armitage              | Catherine Keener   | Kovács Nóra     |
| Jeremy Armitage             | Caleb Landry Jones | Rada Bálint     |
| Rod Williams                | Lil Rel Howery     | Elek Ferenc     |
| Georgina                    | Betty Gabriel      | Nádasi Veronika |
| Walter                      | Marcus Henderson   | Schmied Zoltán  |
| Andre Hayworth / Logan King | LaKeith Stanfield  | Czető Roland    |
| Jim Hudson                  | Stephen Root       | Barbinek Péter  |
| Latoya nyomozó              | Erika Alexander    | Kocsis Mariann  |
| Roman Armitage              | Richard Herd       | Szersén Gyula   |